# Balkenwaage

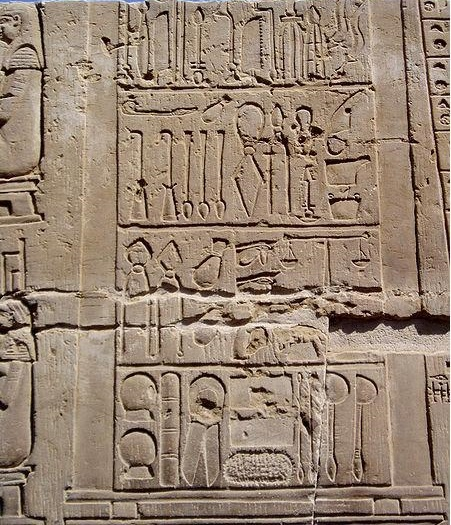
Darstellung einer Balkenwaage (Mitte rechts) im ägyptischen Tempel Kom Ombo

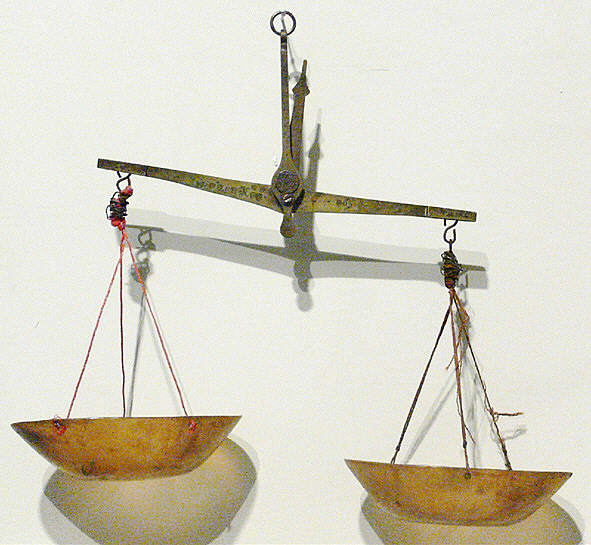
Kleine Balkenwaage (sogenannte „Samenwaage“), Süddeutschland, erstes Drittel 19. Jahrhundert

Eine Balkenwaage ist eine Wägevorrichtung. Sie besteht aus einem waagerechten Balken, der beweglich an einer waagerechten Achse gelagert ist, und zwei Waagschalen, die an den Enden des Balkens aufgehängt sind. Die theoretisch-physikalischen Grundlagen liefert das Hebelgesetz. Balkenwaagen sind – im Gegensatz zu Waagen mit Federn – nicht von örtlichen Gravitationsunterschieden abhängig. Sie erlauben eine direkte Bestimmung der Masse, falls das gemessene Objekt ungefähr die gleiche Dichte wie das Gewichtsstück besitzt. Falls sich die Dichte des Objekts signifikant von der Dichte des Gewichtsstückes unterscheidet (z. B. Masse eines Körpers aus Kunststoff oder Holz gegen ein Gewichtsstück aus Metall), so weicht der gemessene Wägewert aufgrund des unterschiedlichen statischen Auftriebs der beiden Körper in der Luft im Promillebereich von der eigentlichen Masse ab.
Die Genauigkeit einer Wägung mit einer Balkenwaage hängt einerseits von der Genauigkeit der verwendeten Gewichte ab und andererseits von den Konstruktionsparametern der Waage (Balkenlänge, Lage des Schwerpunktes, Qualität der Lager).

## Konstruktion
Wenn der Balken in seinem Schwerpunkt gelagert wäre und alle drei Lager, also das des Balkens und die beiden Lager der Waagschalen, auf einer Geraden lägen, so hätte das folgende Auswirkungen:
- Im Falle des Gleichgewichts (beide Waagschalen sind mit dem gleichen Gewicht befüllt) herrscht in jeder beliebigen Lage des Balkens ein Gleichgewichtszustand, da die beiden Drehmomente immer gleich sind (indifferentes Gleichgewicht).
- Im Falle von Ungleichgewicht würde sich der Balken in die Vertikale drehen („durchschlagen“), sodass die schwerere Waagschale den tiefsten Punkt erreicht.

Damit ist ein Wägen prinzipiell möglich, aber unpraktisch. Deshalb wird der Balken oberhalb seines Schwerpunkts gelagert. Deshalb neigt sich die Waage zur schwereren Seite, aber sie schlägt nicht zwingend durch. Der Abstand zwischen Schwerpunkt und Lagerpunkt und die Masse des Balkens bestimmt die Empfindlichkeit der Waage (Ausschlag je Massenunterschied).
Balkenwaagen sind in der Regel symmetrisch: Die beiden Waagschalen sind im gleichen Abstand vom Drehpunkt aufgehängt – die beiden Hebelarme sind gleich lang. Wenn die Massen in den Waagschalen gleich groß sind, sind auch die am Balken wirkenden Drehmomente gleich und der Balken bleibt waagerecht. Bei ungleichen Massen in den Waagschalen sind die Drehmomente in der Ausgangsstellung ungleich. Die Schale mit dem größeren Gewicht senkt sich, wodurch der Schwerpunkt des Balkens angehoben wird und ein rückstellendes Drehmoment bewirkt.
Balkenwaagen haben in der Mitte meistens einen Zeiger, der im Gleichgewicht senkrecht nach oben oder unten weist und bei Ungleichgewicht von der Senkrechten abweicht. Anhand des Zeigers kann man besser erkennen, wie gut die Gewichte ausgeglichen sind, besonders dann, wenn der Zeiger mit einer Skala kombiniert wird, auf der die Auslenkung des Zeigers abzulesen ist.

## Wägevorgang

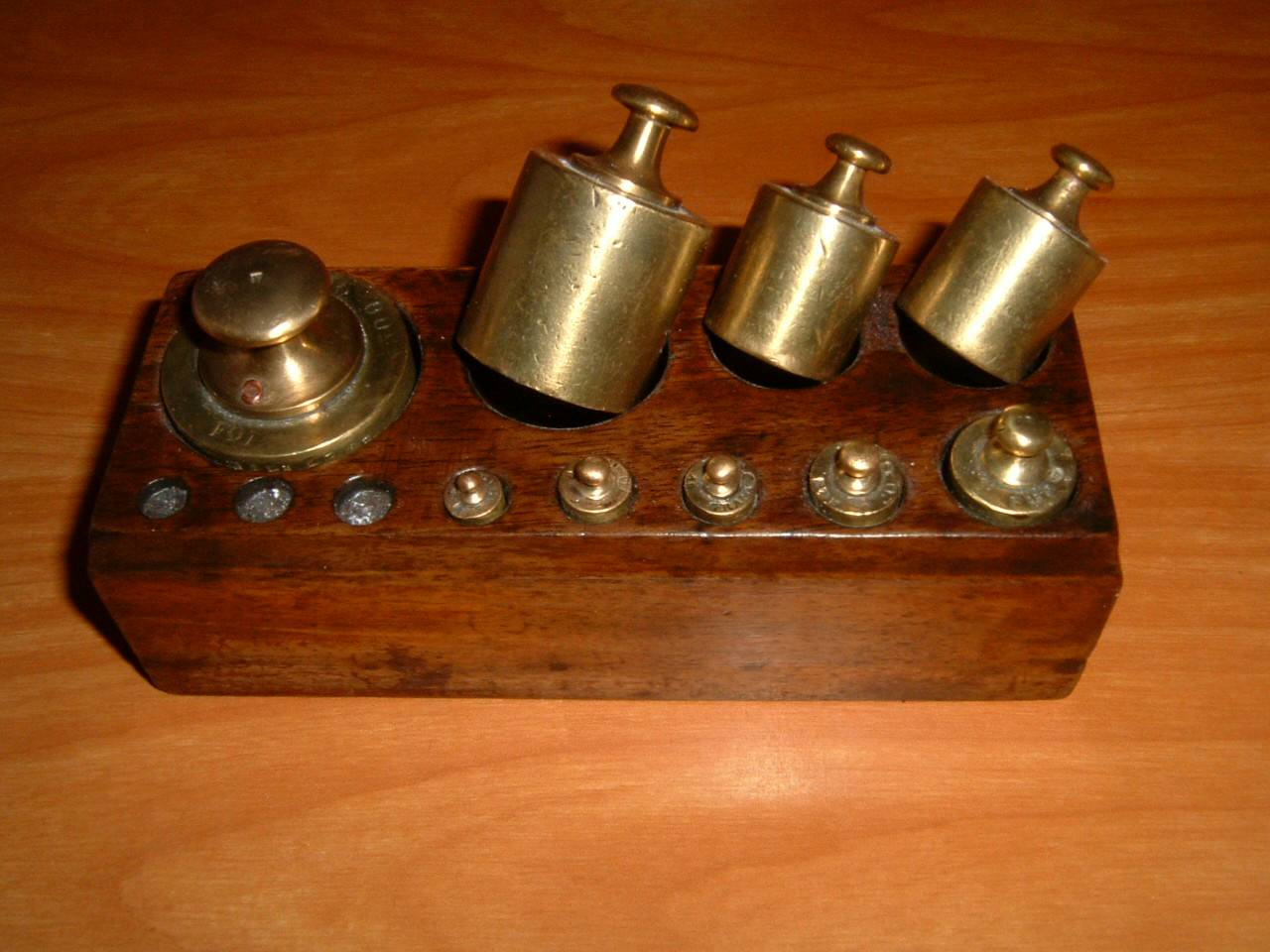
Ein Satz Gewichtsstücke

### Prinzip
Zum Wägen wird der zu wägende Gegenstand in eine der Schalen gelegt. Nun wird in die andere Schale so lange Masse in Form von Gewichtsstücken gelegt, bis die Waage im Gleichgewicht ist. Die Masse des zu wägenden Gegenstands ist dann so groß wie die Masse aller Gewichtsstücke in der anderen Schale.
Wenn die Masse des zu wiegenden Gegenstands etwas kleiner als ein großes Gewichtsstück ist, kann es sinnvoll sein, den Ausgleich durch Gewichtsstücke in der gleichen Schale herzustellen. Stellt man beim ersten Vergleich beispielsweise fest, dass das zu wägende Objekt etwas weniger wiegt als ein 1-kg-Stück, so wird man die Schale mit dem Wägeobjekt mit kleinen Massestücken beschweren, bis ein Gleichgewicht entsteht, anstatt das 1-kg-Stück durch viele kleinere Stücke zu ersetzen. Die Differenz der Summen der Massen aller Gewichtsstücke in jeder der Schalen ergibt die Masse des Objektes.

### Grobes und präzises Auswiegen

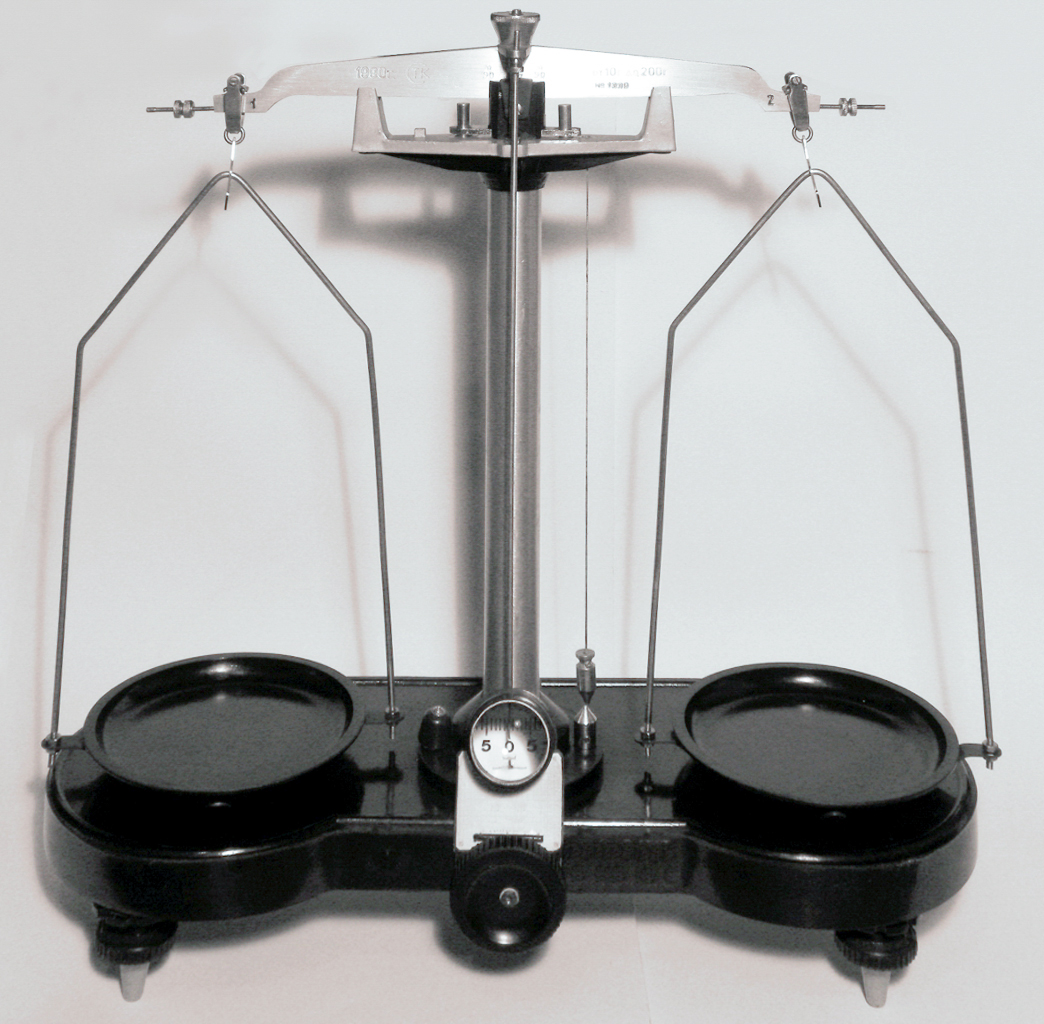
Laborwaage mit Rändelschrauben zum Tarieren und langem, nach unten weisenden Zeiger. Der Drehknopf unter der Skala dient dazu, das Lager des Balkens zum Wiegen anzuheben. Im Foto ist es abgesenkt, die Schalen liegen auf dem Tisch, die Lager haben Spiel und werden beim Hantieren geschont.

Im Handel wird oder wurde die Balkenwaage meist benutzt, um eine Mindestmenge ein wenig zu überschreiten. Verlangt ein Kunde 2 Kilogramm Äpfel, so werden zuerst zwei 1-kg-Stücke auf die Waage gelegt und dann die andere Schale so lange mit Äpfeln aufgefüllt, bis die 2 kg geringfügig überschritten sind. Der Kunde bezahlt nur für 2 kg.
Ein Fehler um den Faktor L/L' durch unterschiedlich lange Hebelarme L und L' kann ausgeglichen werden, indem eine zweite Messung mit vertauschter Position von Wägegut und Gewichtsstücken durchgeführt wird, falsch um den Faktor L'/L. Im geometrischen Mittel der beiden Ergebnisse kürzen sich diese Faktoren weg. Dies setzt voraus, dass die Waage tariert ist, also im leeren Zustand um die Mittelstellung pendelt.

## Genauigkeit

### Einflussgrößen
Die Empfindlichkeit der Balkenwaage ist abhängig von verschiedenen Einflussgrößen.
- Länge des Waagebalkens: Je länger, desto empfindlicher.
- Je höher der Schwerpunkt des unbelasteten Systems liegt (je näher er beim Drehpunkt ist), desto empfindlicher ist die Waage.
- Masse der Waagschalen und des Waagebalkens: Je kleiner, desto empfindlicher ist die Waage.
- Je schwerer das jeweilige Wägegut und die Ausgleichsgewichte sind, desto geringer ist die Empfindlichkeit der Waage.
- Güte der Lager: Je geringer die Haftreibung in den Lagern, desto kleinere Gewichtsunterschiede machen sich bemerkbar, desto geringer ist die Hysterese und desto besser die Wiederholbarkeit der Waage.

### Die Rolle des Zeigers

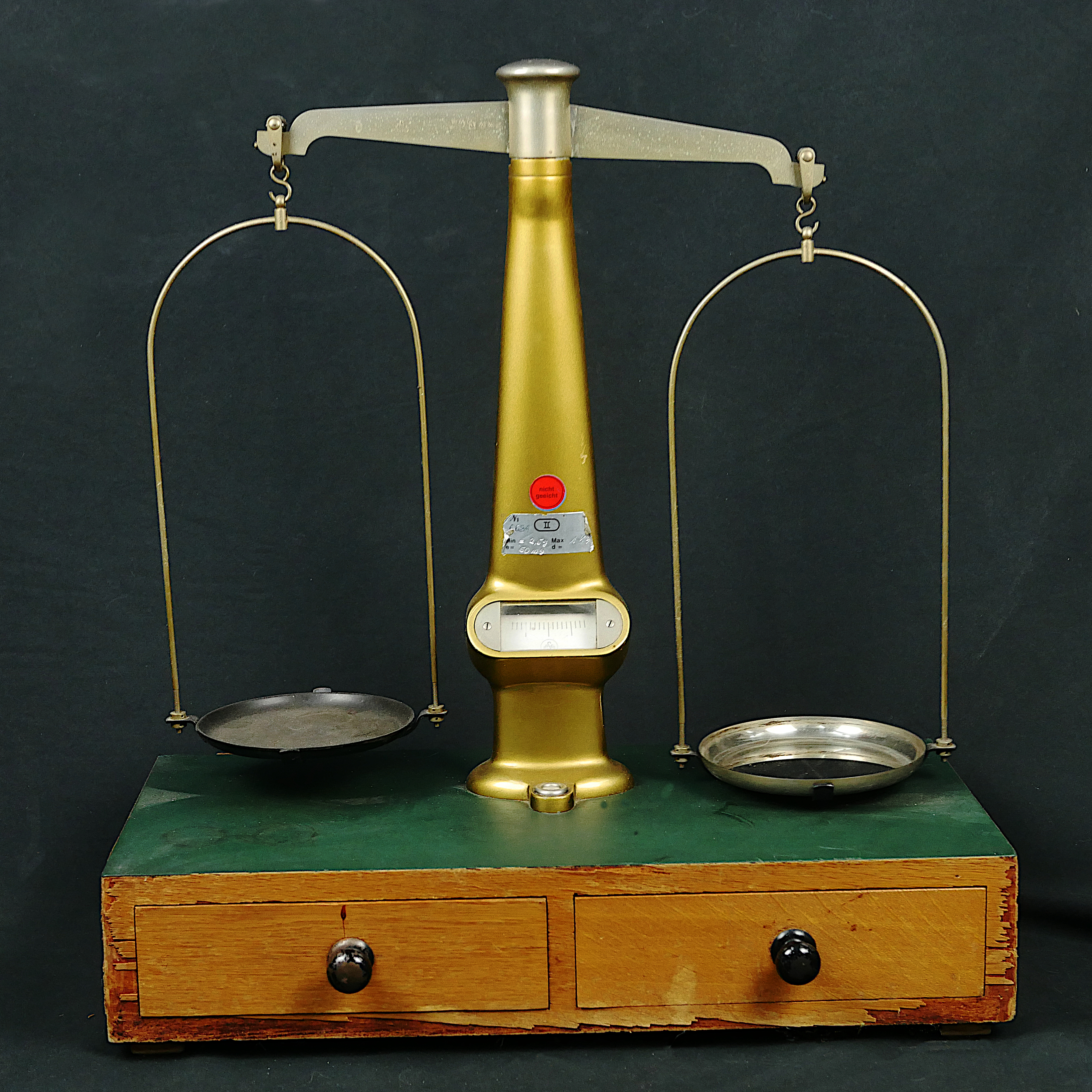
Apothekerwaage mit Zeiger

Apothekerwaagen sind oft so ausgeführt, dass über dem Drehpunkt ein langer Zeiger (das sprichwörtliche Zünglein an der Waage) angebracht ist, der bis zum Fuß der Waage reicht und dort vor einer kleinen Skala pendelt. Er ist sehr leicht, so dass er im Vergleich zu den Waagschalen nur einen sehr kleinen Beitrag zum Drehmoment liefert.
Die Wägung kann nun mit zwei verschiedenen Gewichtsbestückungen auf den Waagschalen durchgeführt werden, die sich beispielsweise um ein Milligramm unterscheiden. Nach dem Ablesen der Zeigerstellungen von der Skala kann durch Interpolation das Gewicht berechnet werden, das der Zeigernullstellung entspricht. So kann eine zusätzliche Kommastelle (geltende Stelle) des Wägeergebnisses ermittelt werden, die im Beispiel eine Genauigkeit von Zehntelmilligramm ermöglicht.

## Ähnliche Waagen

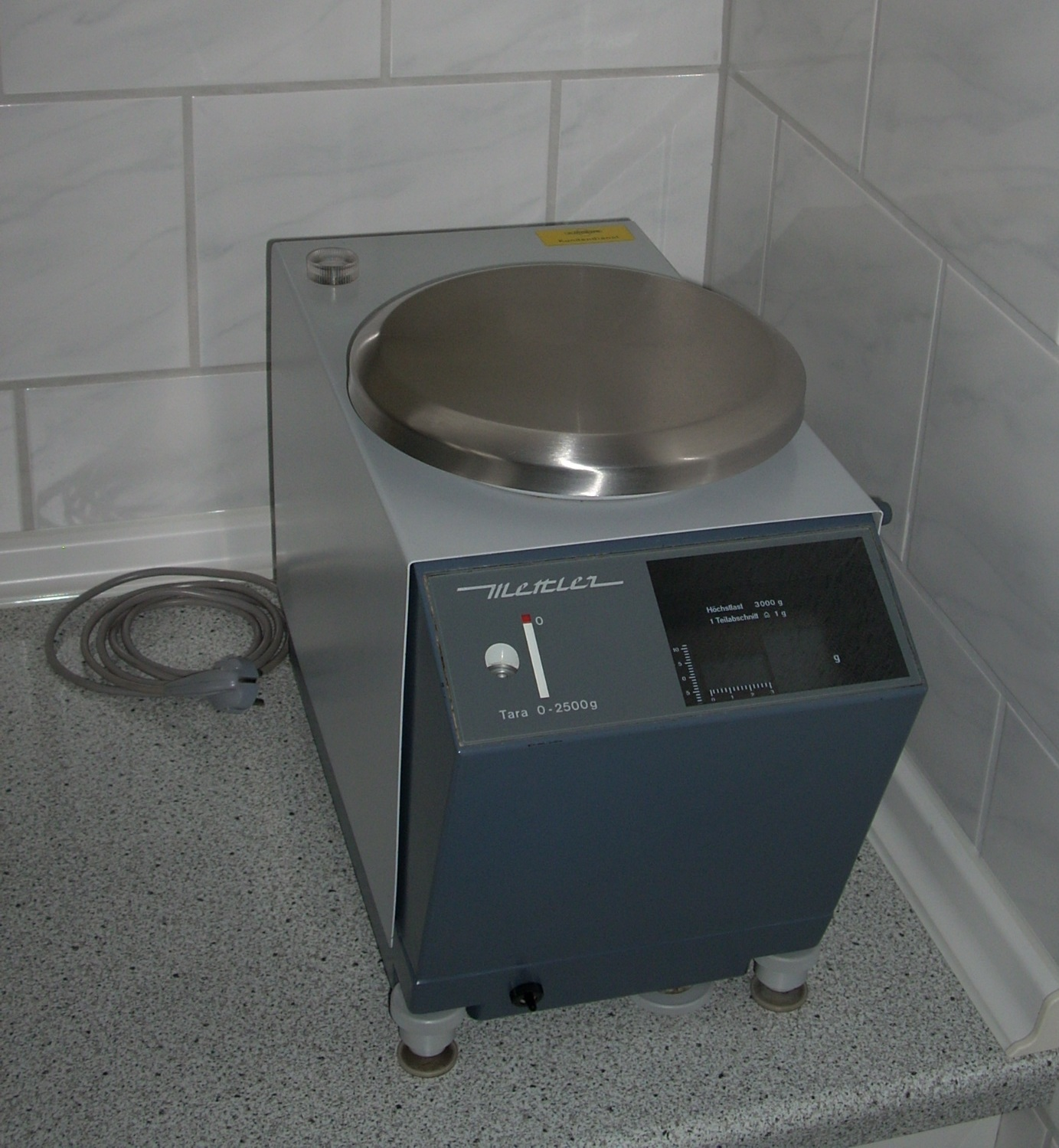
Oberschalige Balkenwaage mit elektrisch beleuchteter Skala, Baujahr 1982

Als Balkenwaagen werden in der Regel nur Waagen mit zwei hängenden Waagschalen bezeichnet. Bei den folgenden Waagentypen findet sich jedoch ebenfalls ein Balken als zentrales Element:
- Die Tafelwaage. Bei ihr befinden sich die Plattformen zur Auflage der Gewichte – es können auch Schalen sein – oberhalb des Waagebalkens.
- Die Laufgewichtswaage hat einen Balken mit verschiebbarem Ausgleichsgewicht. Durch das Verschieben verändert sich dessen Hebelwirkung.
- Die Neigungswaage. Bei ihr ist der Balken geknickt. Das Gegengewicht ist konstant – entscheidend ist die variable Hebelwirkung.
- Die Dezimalwaage wurde für größere Lasten konzipiert, zum Beispiel zum Wägen von Mehlsäcken. Nur ein Teil des Gewichtes des Wägeguts wird auf den Hebelarm übertragen, und zwar so, dass auf der anderen Seite des Balkens ein Zehntel des Gewichts zum Ausgleich ausreicht.

Auch diese Waagen sind von örtlichen Gravitationsunterschieden unabhängig.